# Мартин, Томас (контрабасист)
Томас Мартин (англ. Thomas Martin; р. 1940) — американский контрабасист.

## Биография
Начал учиться игре на контрабасе в Цинциннати (США) у Г. Робертса. Потом занимался в Нью-Йорке у О. Циммермана, позднее, уже в Филадельыии — у Р. Скотта. Работал Мартин в оркестрах Израиля, Канады (Монреаль), Англии (Лондон, Бирмингем, Академия Сан-Мартин в Филдсе), был контрабасистом-солистом в Английском камерном оркестре.
В 1990 году он вернулся в Лондонский симфонический оркестр, где работал ранее и до последних лет XX века возглавлял группу контрабасов.
Музыкант проявил себя как контрабасист-солист, как оркестрант и камерный исполнитель, как исследователь творчества Д. Боттезини, как профессиональный инструментальный мастер.
Мартин всегда интересовался музыкой Д. Боттезини, исполнял многие, в том числе и ранее неизвестные его сочинения. Результатом его труда стали записи на пластинки, компакт-диски большого числа произведений Боттезини и публикация 3 крупных статей, прослеживающих жизненный путь и освещающих творчество итальянского виртуоза, его дирижёрскую и композиторскую деятельность.
Мартин исполнял контрабасовые дуэты вместе с Ф. Петракки, дуэты с вокалистами, Концертный дуэт для виолончели и контрабаса с оркестром на темы оперы «Пуритане» Беллини, фантазии, пьесы Боттезини.
Артист концертировал в разных странах, участвовал в международных встречах контрабасистов. Играл он всегда на особенных инструментах — например, на контрабасе мастера Бергонци. Газета «Таймс» назвала Мартина «исполнителем, способным превратить свой инструмент в певца». Положительные отзывы об артисте публиковали многие солидные издания, в частности журнал «Strad», издающийся в Англии.
Многие годы Мартин ведёт класс контрабаса в Лондонской Juildhall School of Music, проводит с молодыми музыкантами семинары и мастер-классы в Европе и США. Выдающегося музыканта часто приглашали в жюри международных конкурсов в Италии, Германии, России (конкурс «Памяти С. А. Кусевицкого», 1995 г.), США.
Увлечение контрабасиста — создание струнных инструментов и изучение изделий признанных мастеров этого дела.